# Saukkola

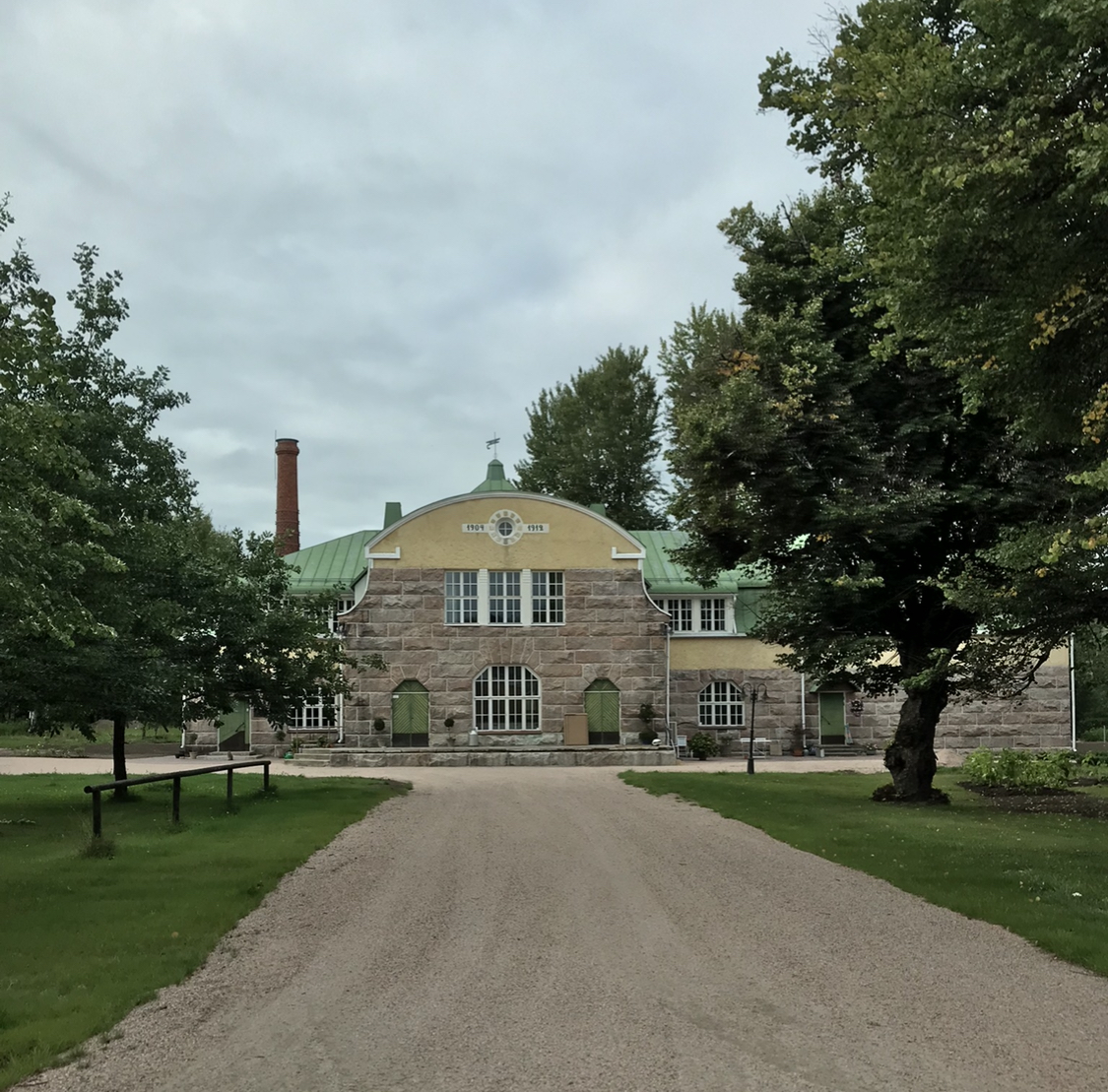
Nummis andelsmejeri

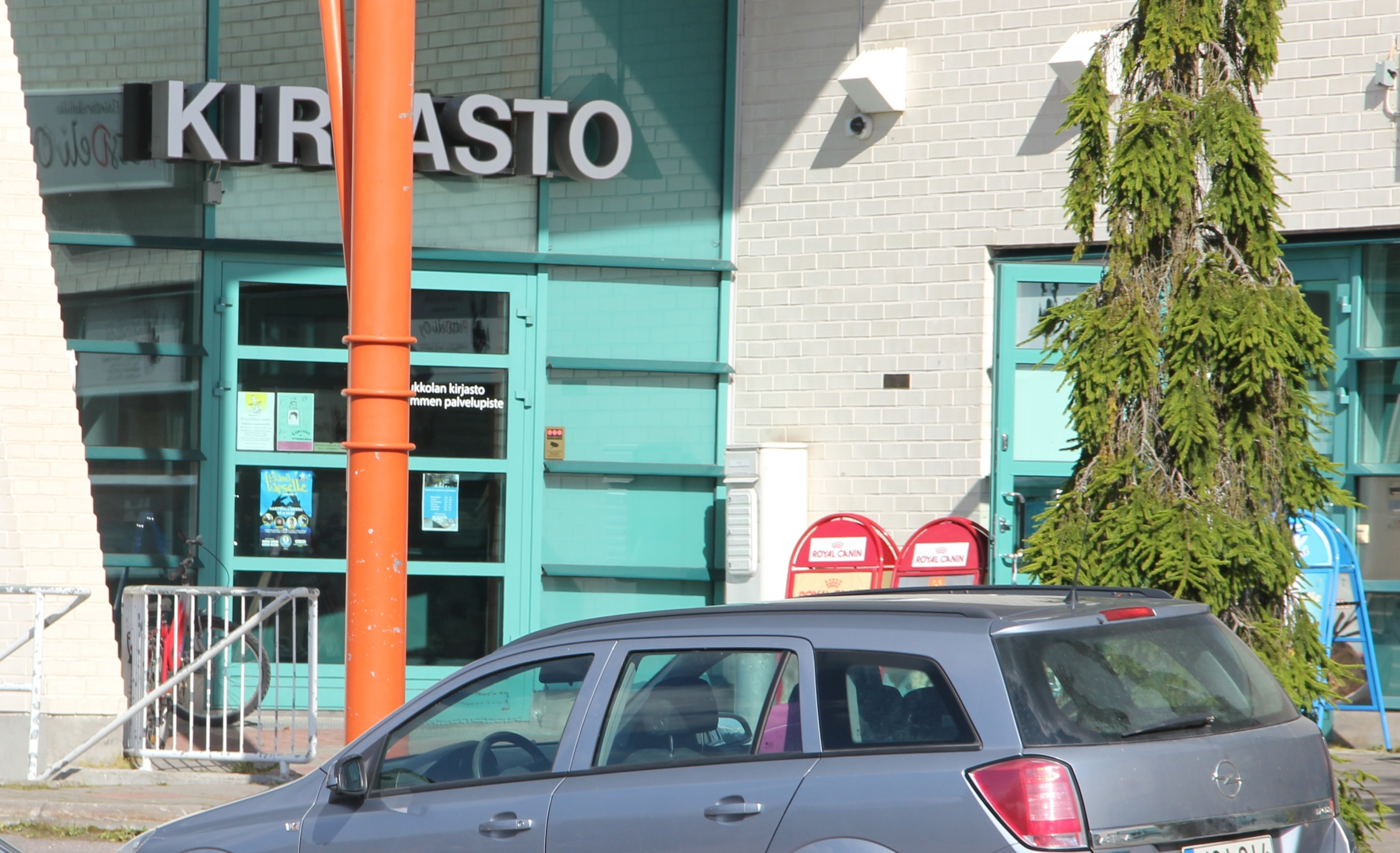
Biblioteket i Saukkola

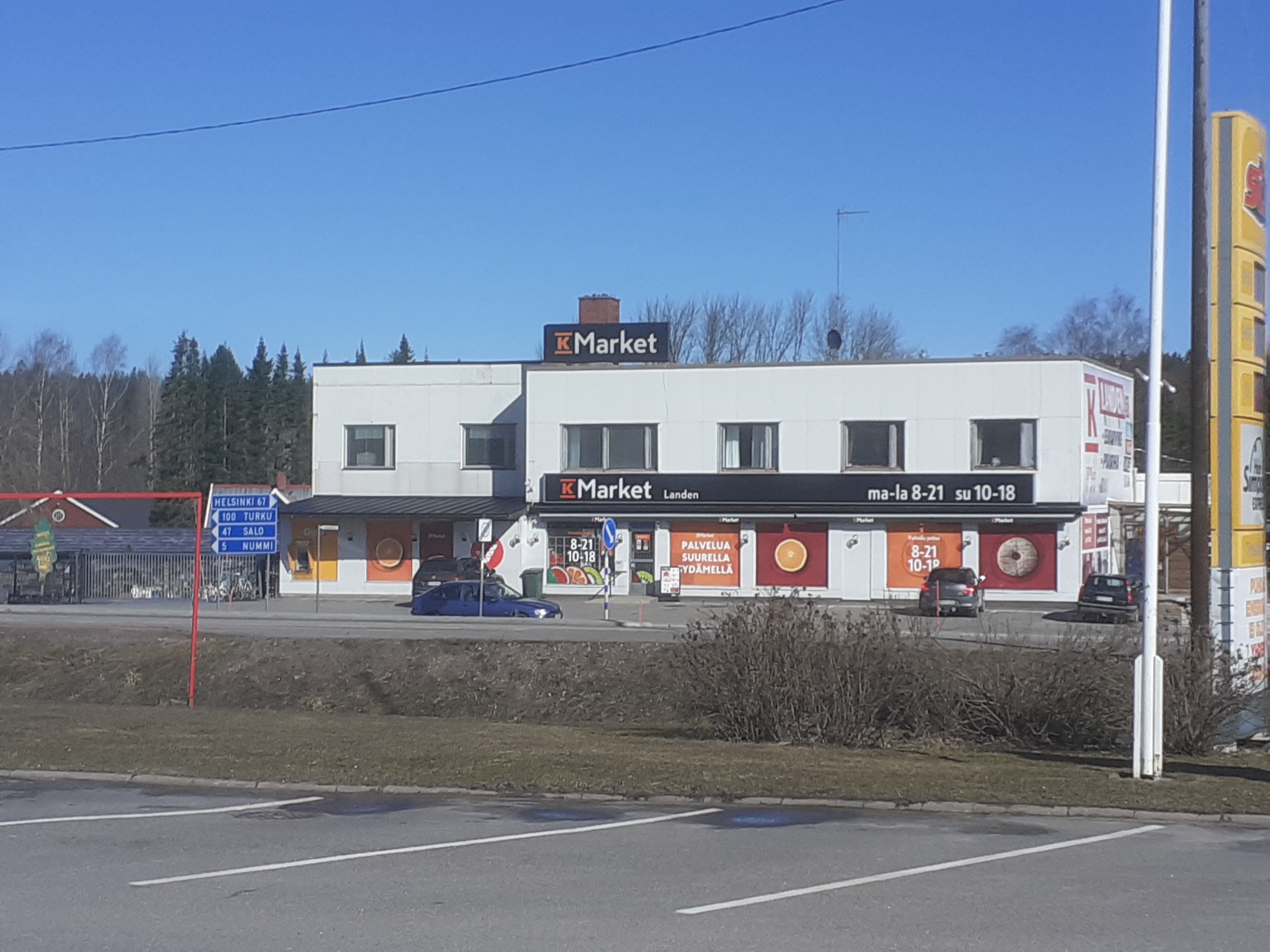
K-Market i Saukkola

Saukkola är stadsdel nummer 105 i Lojo stad i Finland. Tätorten var ett viktigt centrum i den före detta Nummi-Pusula kommun. Saukkola ligger vid vägen Turuntie alltså Regionalväg 110 nära Nummis och Pusula stadsdelar. I slutet av år 2018 fanns det 977 invånare i Saukkola och i slutet av 2011 fanns det 1 038 invånare i tätorten.
Saukkola var ursprungligen en by i Nummis kommun och senare i Nummi-Pusula kommun. År 2013 blev den en del av Lojo stad när Nummi-Pusula uppgick i Lojo.

## Tjänster
I Saukkola finns bibliotek och idrottsplats. Nummis FBK flyttade till Saukkola från Oinola år 1997. Saukkola har också två mataffärer sedan Sale flyttade till området från Oinola 2022. Det finns även bland annat bensinstation, apotek, järnhandel, gym och tandläkare. Västra Nylands Sparbank stängde sidokontoret i Saukkola i slutet av 2010-talet. I Saukkola finns också Valios mejerimuseum i Nummis andelsmejeris gamla hus. Nuförtiden är huset i privat ägo.